# Appingedam
Appingedam (anhörenⓘ) ist eine Stadt in der niederländischen Provinz Groningen mit 10.895 Einwohnern (Stand: 1. Januar 2024). Bis zum 31. Dezember 2020 bildete Appingedam eine eigenständige Gemeinde auf einer Fläche von etwa 25 km². Seit 2021 gehört Appingedam zur Fusionsgemeinde Eemsdelta.

## Lage und Wirtschaft
Die Stadt liegt wenige Kilometer südwestlich von Delfzijl an der Bahnstrecke Groningen–Delfzijl, der Bundesstraße N33 zwischen Eemshaven und Hoogezand-Sappemeer sowie der Provinzstraße N360 zwischen der Provinzhauptstadt Groningen und Delfzijl. Weiterhin wird der Ort von den Kanälen Emskanal und Damsterdiep durchquert. Letzterer ähnelt wegen der vielen Kurven eher einem Bach und ist nur durch kleine Schiffe befahrbar. Appingedam hat viel Kleingewerbe. Die malerische kleine Innenstadt zieht immer mehr Touristen an. Viele Einwohner sind Pendler, die in Delfzijl arbeiten. Das Rathaus befindet sich seit 1995 in einem großen ehemaligen Schulgebäude (die HBS, entsprach früher etwa einer Realschule in Deutschland).
Seit September 1989 ist die ostfriesische Stadt Aurich Partnerstadt Appingedams.

## Geschichte
Appingedam ist seit jeher der Hauptort des Gaus Fivelingo, der immer versucht hat, seine Unabhängigkeit gegenüber Groningen zu behaupten. Die Stadt existierte vermutlich schon vor dem Jahr 800, erhielt aber erst 1327 das Stadtrecht. Dieses wurde in einem Dokument festgelegt, das noch erhalten geblieben ist: der sog. „Buurbrief van de Upstalboom“. Das deutet auf starken Einfluss Ostfrieslands hin.
Im 14. Jahrhundert erlitt die Stadt einen wirtschaftlichen Rückschlag: Sturmfluten machten den Bau einer Seeschleuse (zijl, Deutsch: Siel) östlich der Stadt notwendig. Dort entwickelte sich eine neue Hafenstadt: Delfzijl. Auch das Stapelrecht, das Groningen an sich zog, trug zur Niedergang von Appingedam bei.

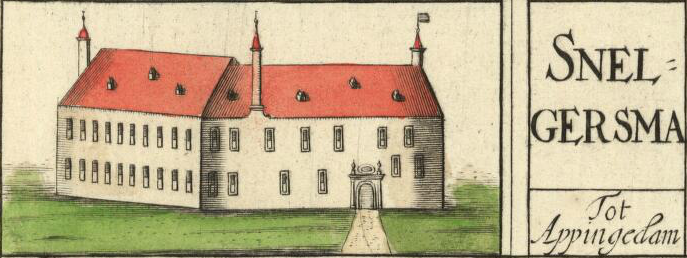
Die Snelgersmaborg. Ausschnitt aus der Provinciae Groningae et Omlandiae tabula (Karte von Groningen und der Ommelande) der Brüder Willem und Frederik Coenders van Helpen (als „Coenderskaart“ bekannt), 1678

Im Spätmittelalter geriet Appingedam unter den beherrschenden Einfluss der Häuptlinge (hoofdelinge) aus der Familie Snelgers (auch „Snelghers“ geschrieben), die in Appingedam die Snelgersmaborg bauten. Omeko Snelgers übertrug 1398 seinen Besitz an Herzog Albrecht von Bayern, der es ihm als Lehen zurückgab. Damit zog sich Omeko die Feindschaft der Stadt Groningen zu, die nicht dulden wollte, dass sich ein Häuptling der Ommelande unter den Schutz eines Dritten stellte. Im Jahre 1400 verwüsteten Groninger Truppen die Snelgersmaborg.
Im 15. Jahrhundert wurde die Burg wiederaufgebaut. Nach deren Wiederherstellung bewohnte die Familie Snelghers diese bis 1579. Durch Heirat ging die Burg schließlich an die Familie Meckama über. 1727 wurde sie verkauft und abgetragen, um die Steine für andere Bauten zu verwerten.
Im Jahre 1514 waren die Stadtmauer und die Burg so wehrhaft, dass während der Sächsischen Fehde sich Hugo von Leisnig, der Kommandeur der Truppen von Herzog Georg dem Bärtigen, entschloss, vorsichtshalber Appingedam zu umgehen. Doch im weiteren Verlauf des 16. Jahrhunderts erzwang die Stadt Groningen, deren Druck auf die Städte der Ommelande immer stärker wurde, schließlich den Abriss der Stadtmauer.
Erst als im 19. Jahrhundert die Schifffahrt zu größerer Blüte kam und eine Eisenbahn auf der Strecke Groningen–Appingedam–Delfzijl angelegt wurde, verbesserte sich die Lage. Unter anderem eine in den ganzen Niederlanden bekannte Fabrik von Schiffsmotoren (Firma Brons) siedelte sich an.

## Politik
Zum 1. Januar 2021 wurden die Gemeinden Appingedam, Delfzijl und Loppersum zur Fusionsgemeinde Eemsdelta zusammengeschlossen.

### Sitzverteilung im Gemeinderat
Der Gemeinderat wurde seit 2006 folgendermaßen gebildet:
| Partei                      | Sitze | Sitze | Sitze | Sitze |
| Partei                      | 2006  | 2010  | 2014  | 2018  |
| --------------------------- | ----- | ----- | ----- | ----- |
| Gemeentebelangen Appingedam | 3     | 5     | 5     | 6     |
| SP                          | —     | —     | 3     | 3     |
| CDA                         | 3     | 2     | 3     | 2     |
| PvdA                        | 7     | 4     | 2     | 2     |
| D66                         | 1     | 2     | 1     | 1     |
| ChristenUnie                | —     | 1     | 1     | 1     |
| VVD                         | 1     | 1     | 0     | 0     |
| Gesamt                      | 15    | 15    | 15    | 15    |

### Bürgermeister
Vom 1. Oktober 2019 bis zum 31. Dezember 2020 war Koos Wiersma (CDA) kommissarischer Bürgermeister der Gemeinde. Zu seinem Kollegium zählen die Beigeordneten Annalies Usmany-Dallinga (Gemeentebelangen Appingedam), Lea van der Tuin (CDA) sowie der Gemeindesekretär Arend Castelein.

## Sehenswürdigkeiten
- das als Gesamtensemble unter Denkmalschutz stehende mittelalterliche Stadtzentrum
- die gotische Nicolaikirche, erbaut 13.–15. Jahrhundert, separater Glockenturm von 1554
- die neogotische Sint-Nicolaaskerk, erbaut 1900/1901
- die Reformierte Kirche, erbaut 1927 im Stil der Amsterdamer Schule
- das Renaissancerathaus von 1630
- das Heimatmuseum (Museum Stad Appingedam)
- das Damsterdiep
- die „Hängenden Küchen“
- die Synagoge in der Broerstraat 6, errichtet 1801
- der jüdische Friedhof
- der Video-Pavillon von Zaha Hadid in Fivelpoort
- der alte Kalkofen auf dem Gelände der Feuerwache

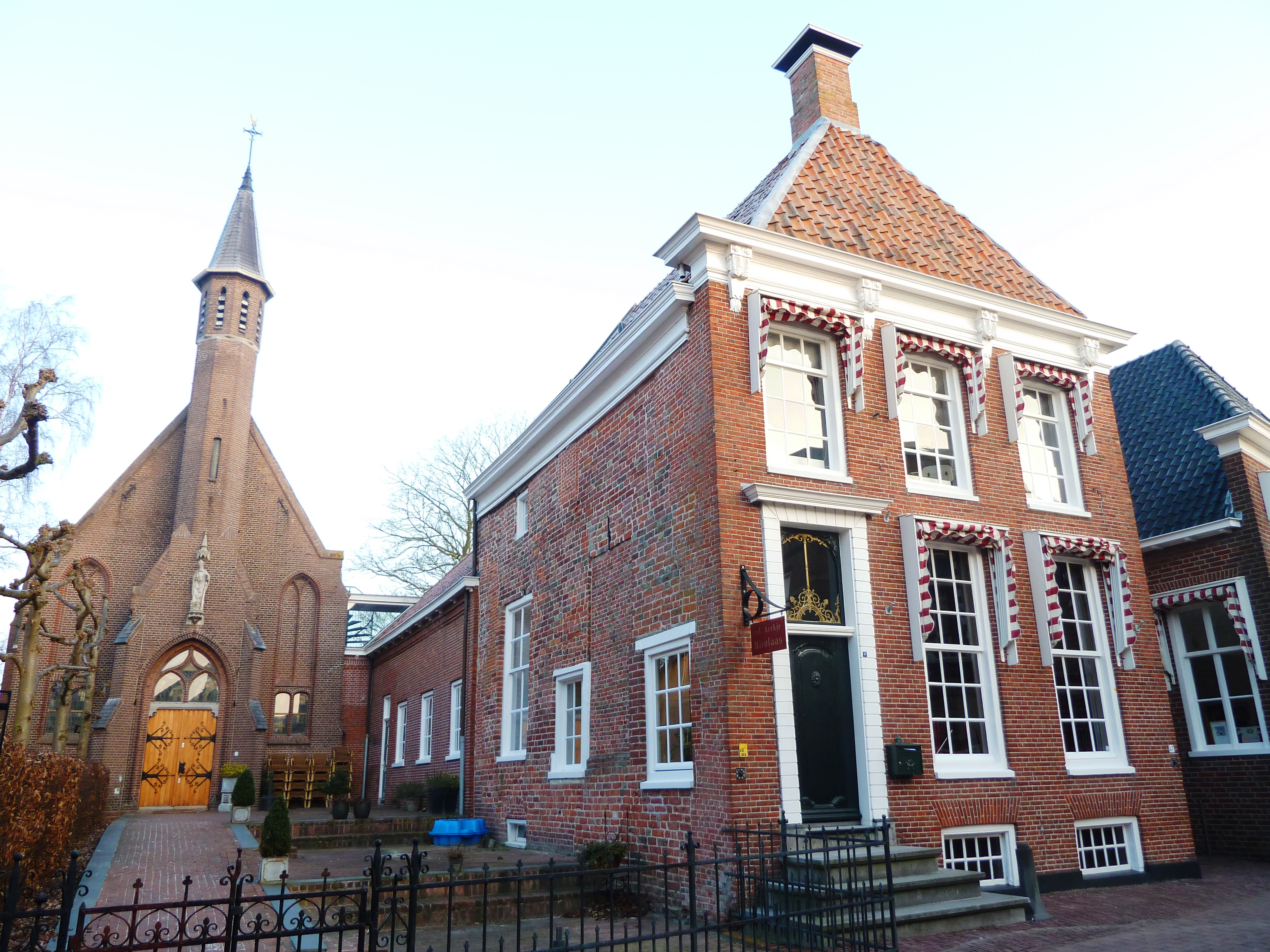
Sint-Nicolaaskerk mit ehemaligem Pfarrhaus
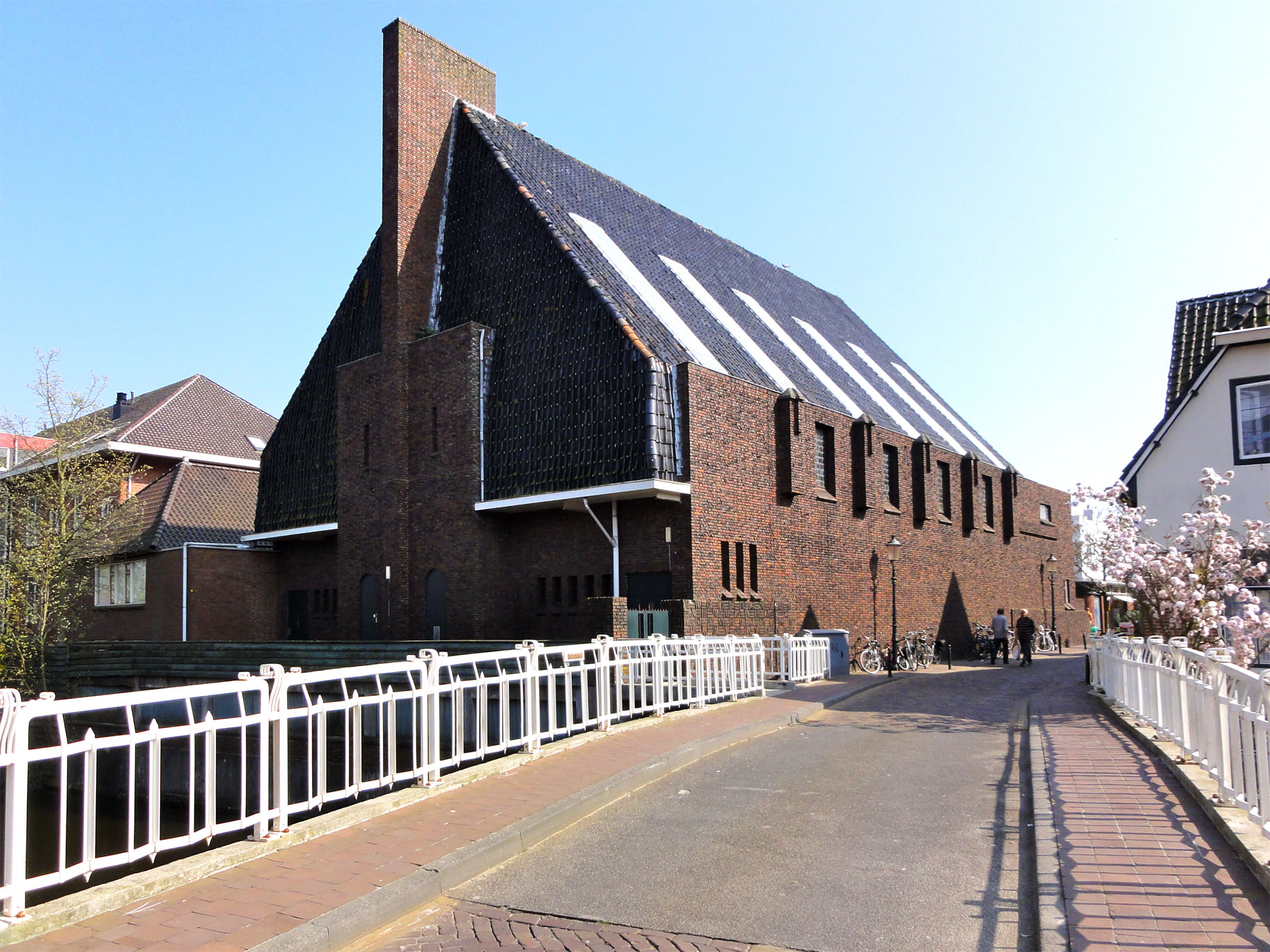
Reformierte Kirche
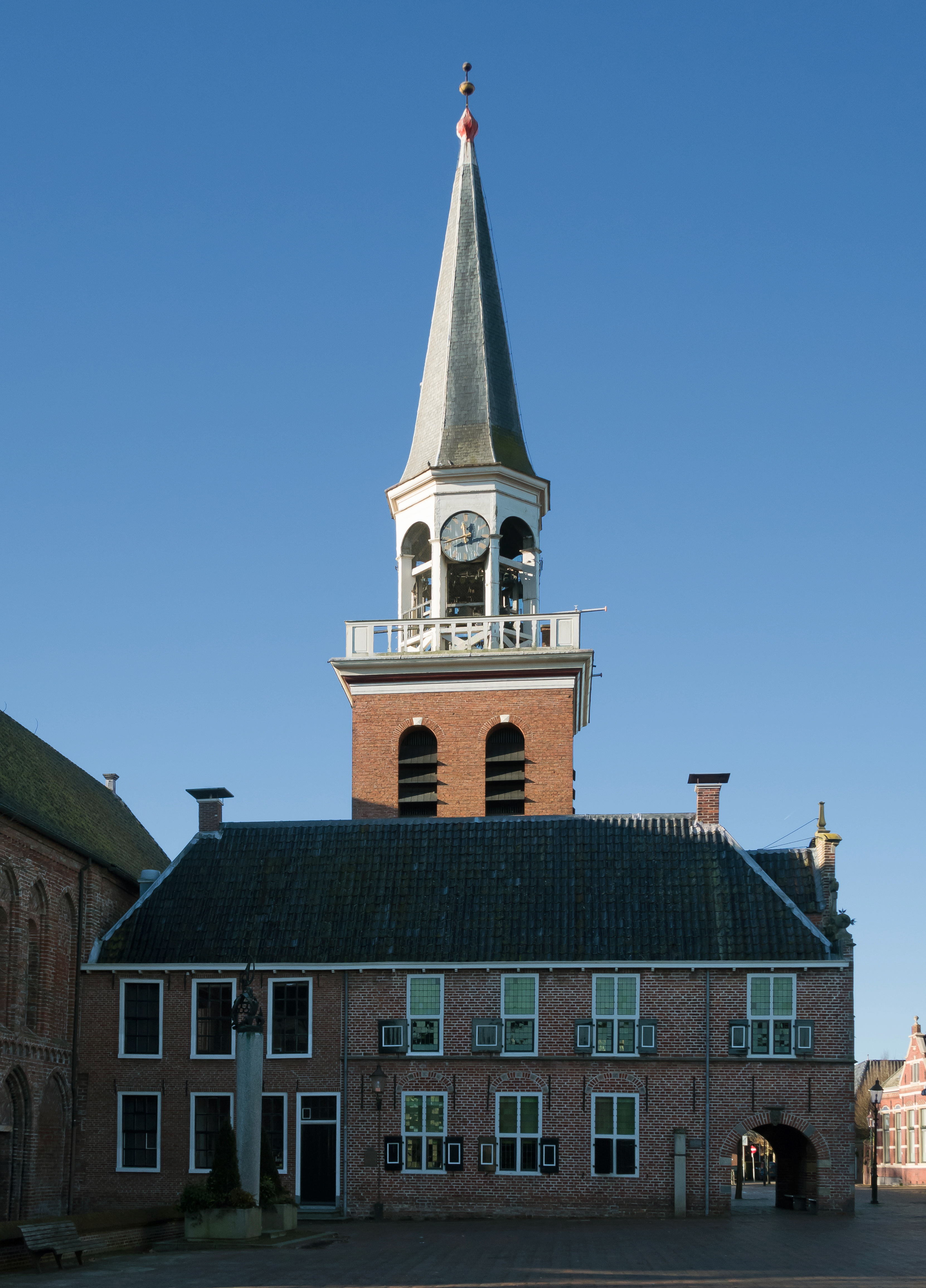
Rathaus und Nicolaïkirche
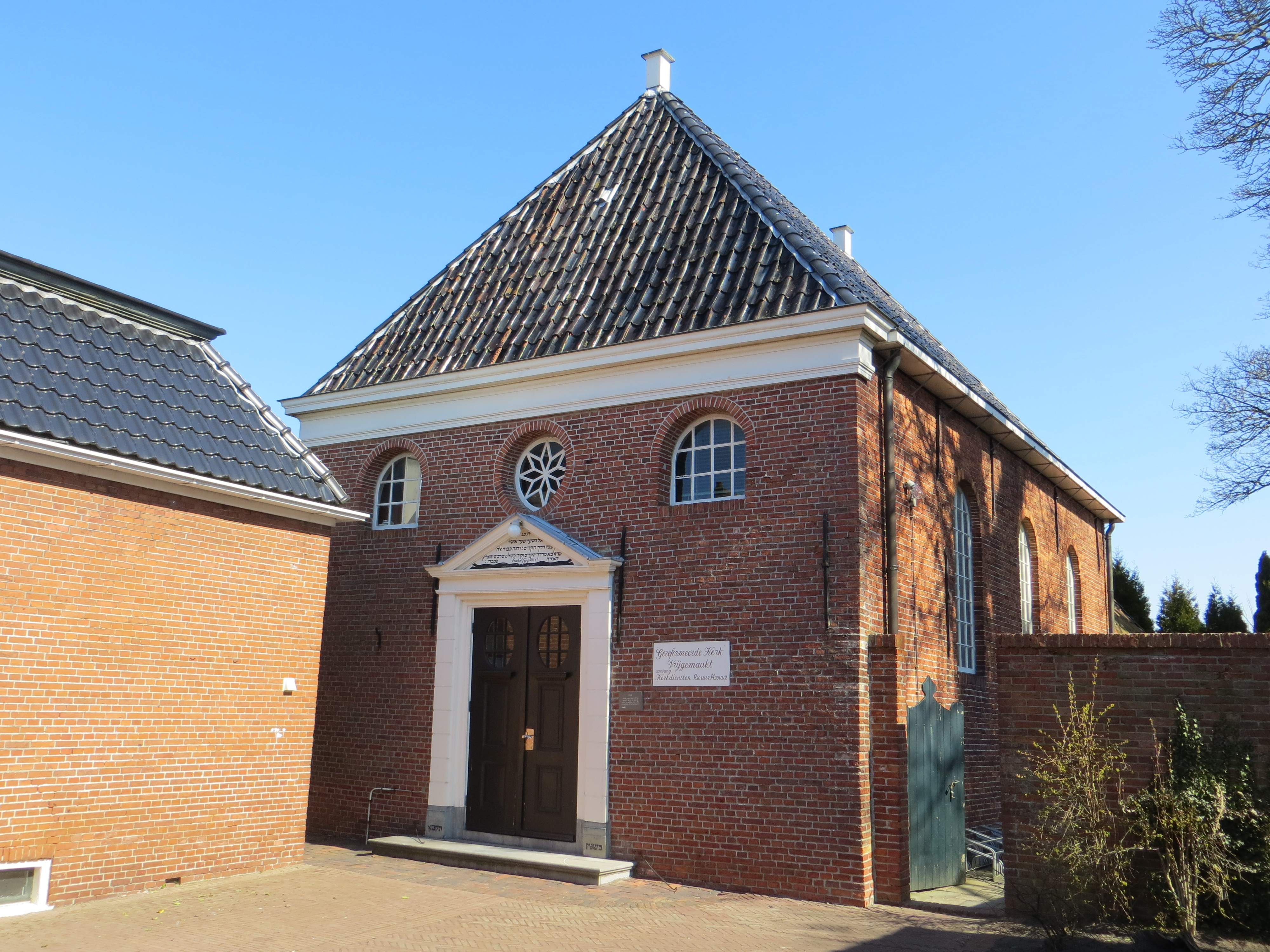
Synagoge
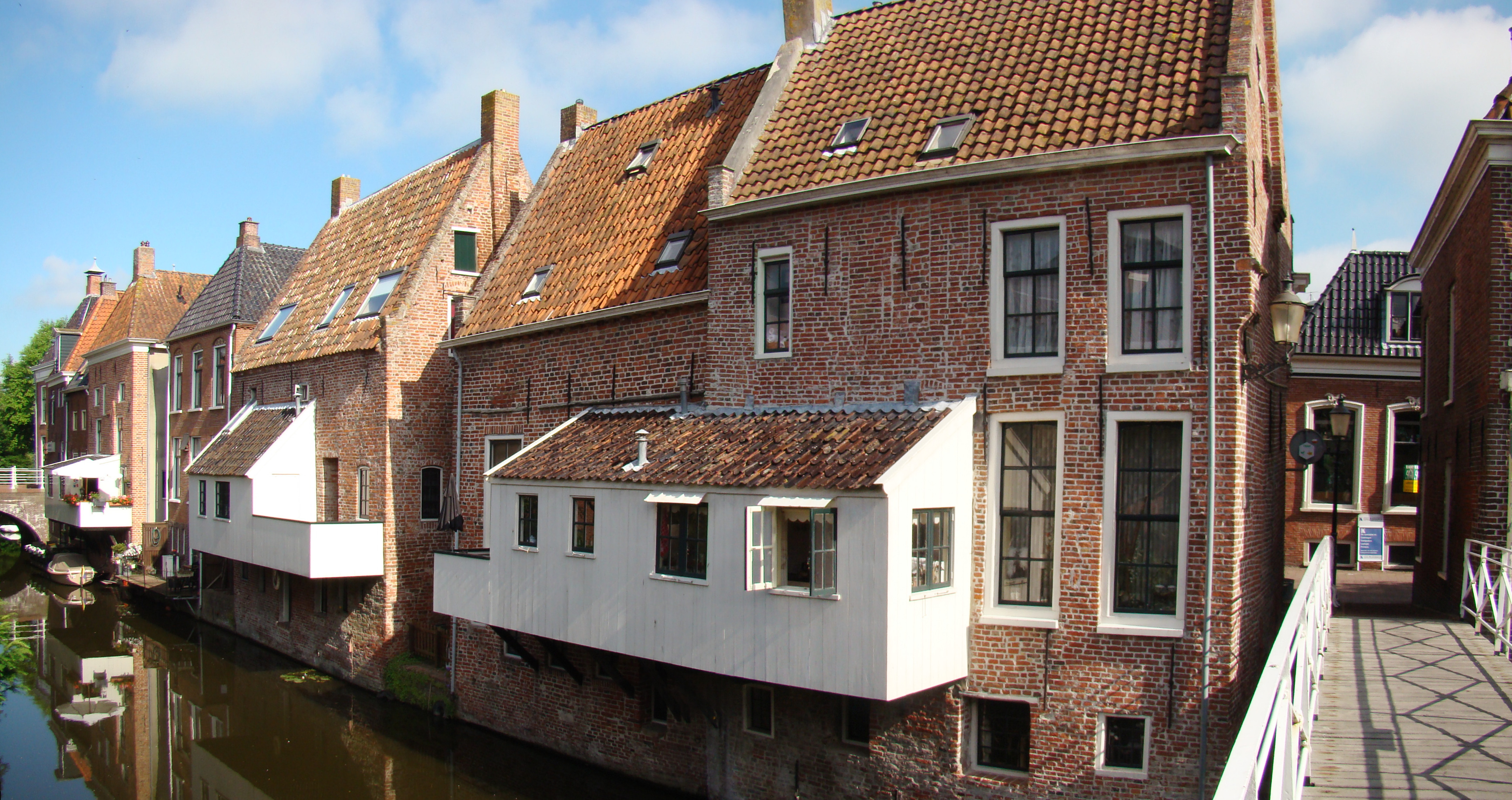
Die hängenden Küchen
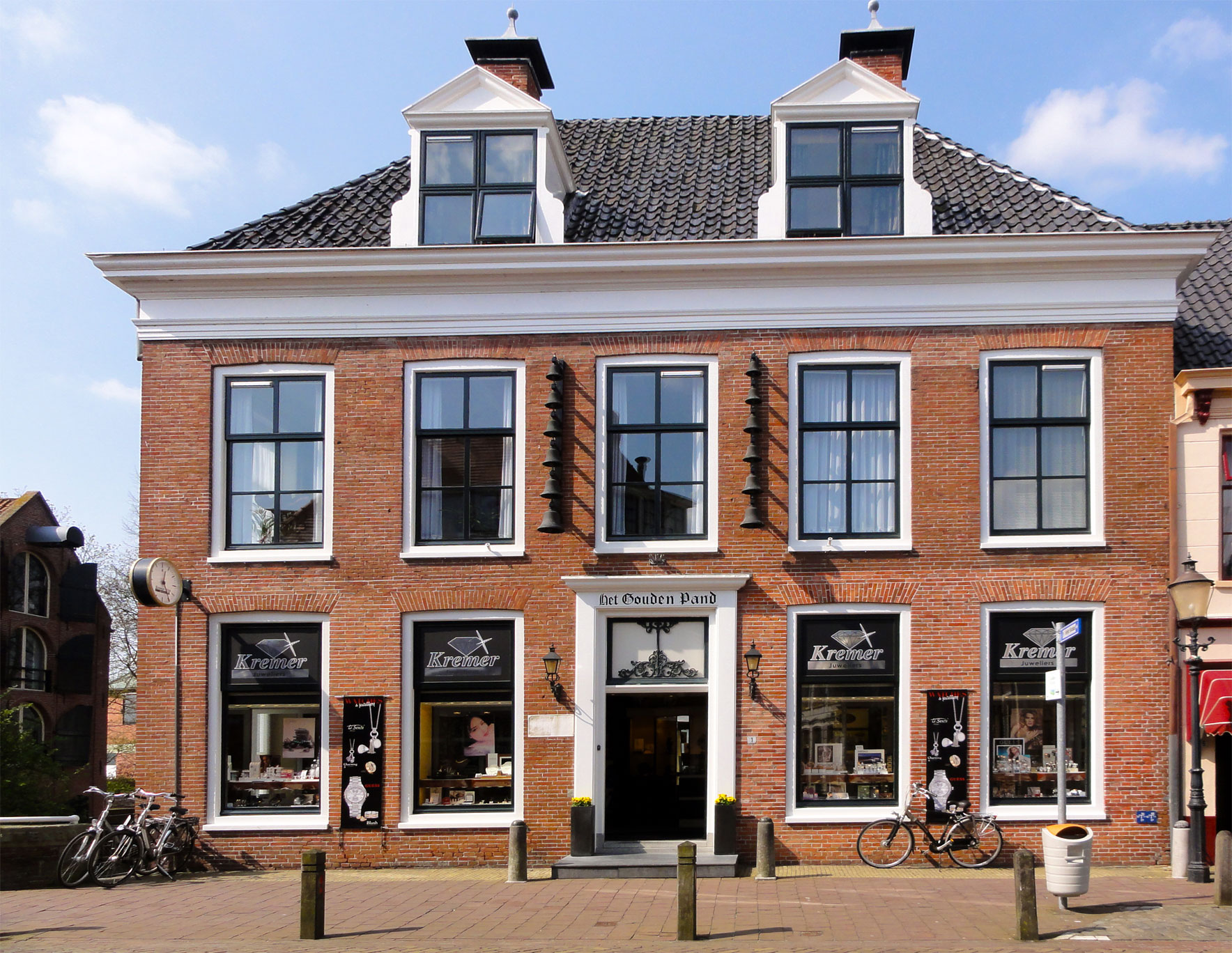
Gebäude Gouden Pand 1
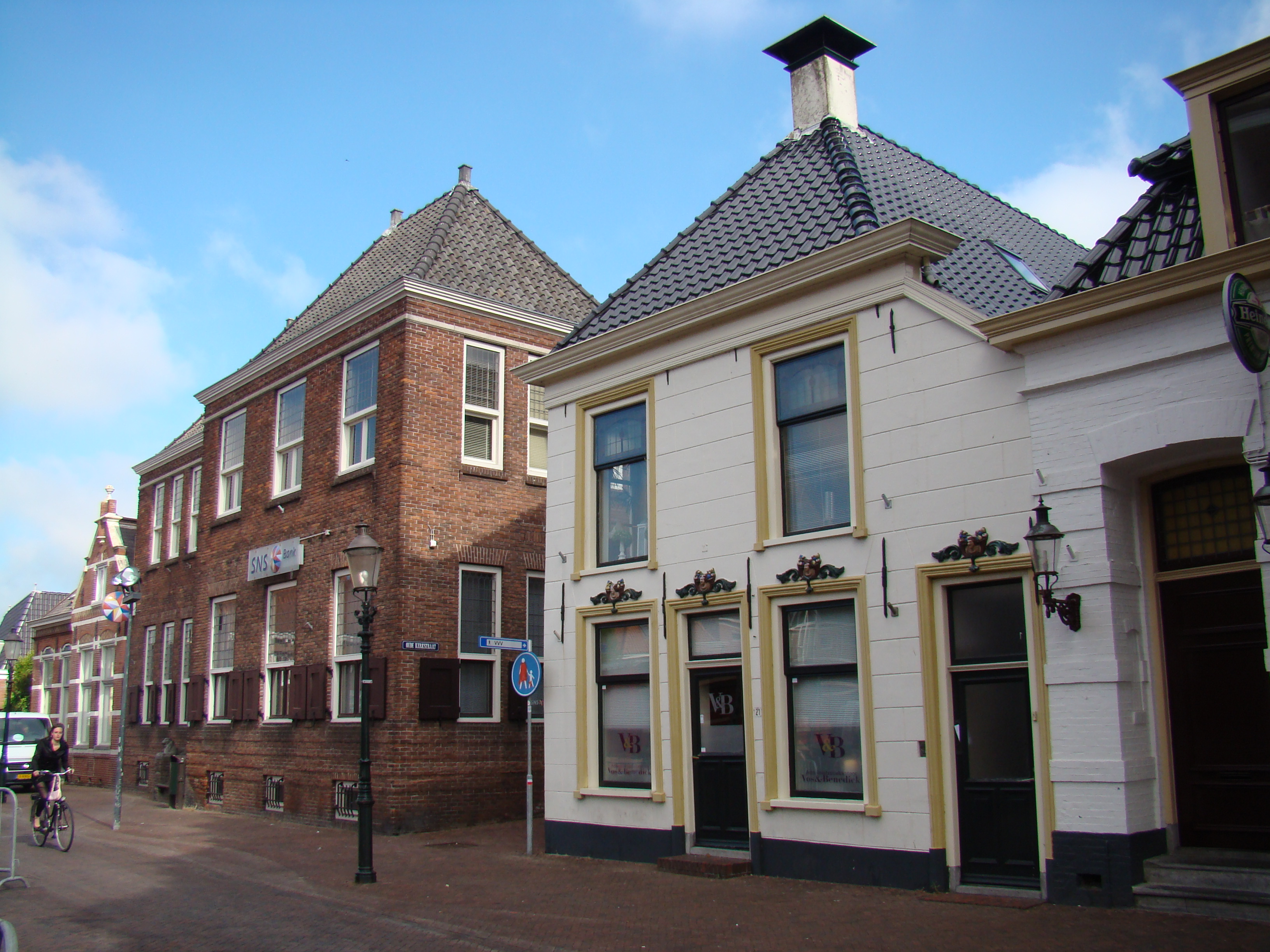
Häuser in der Wijkstraat
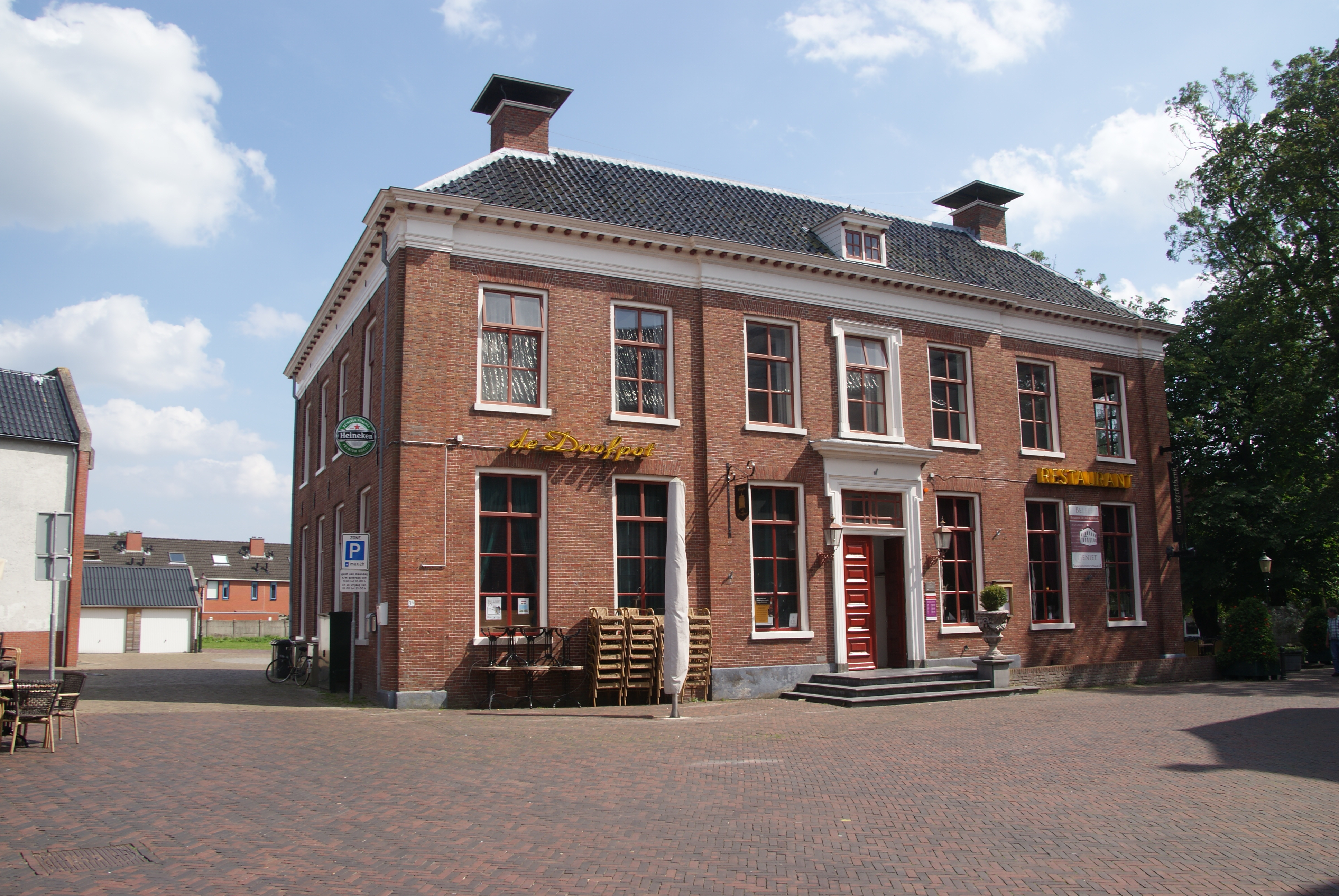
Ehemaliges Bezirksgericht Wijkstraat 38
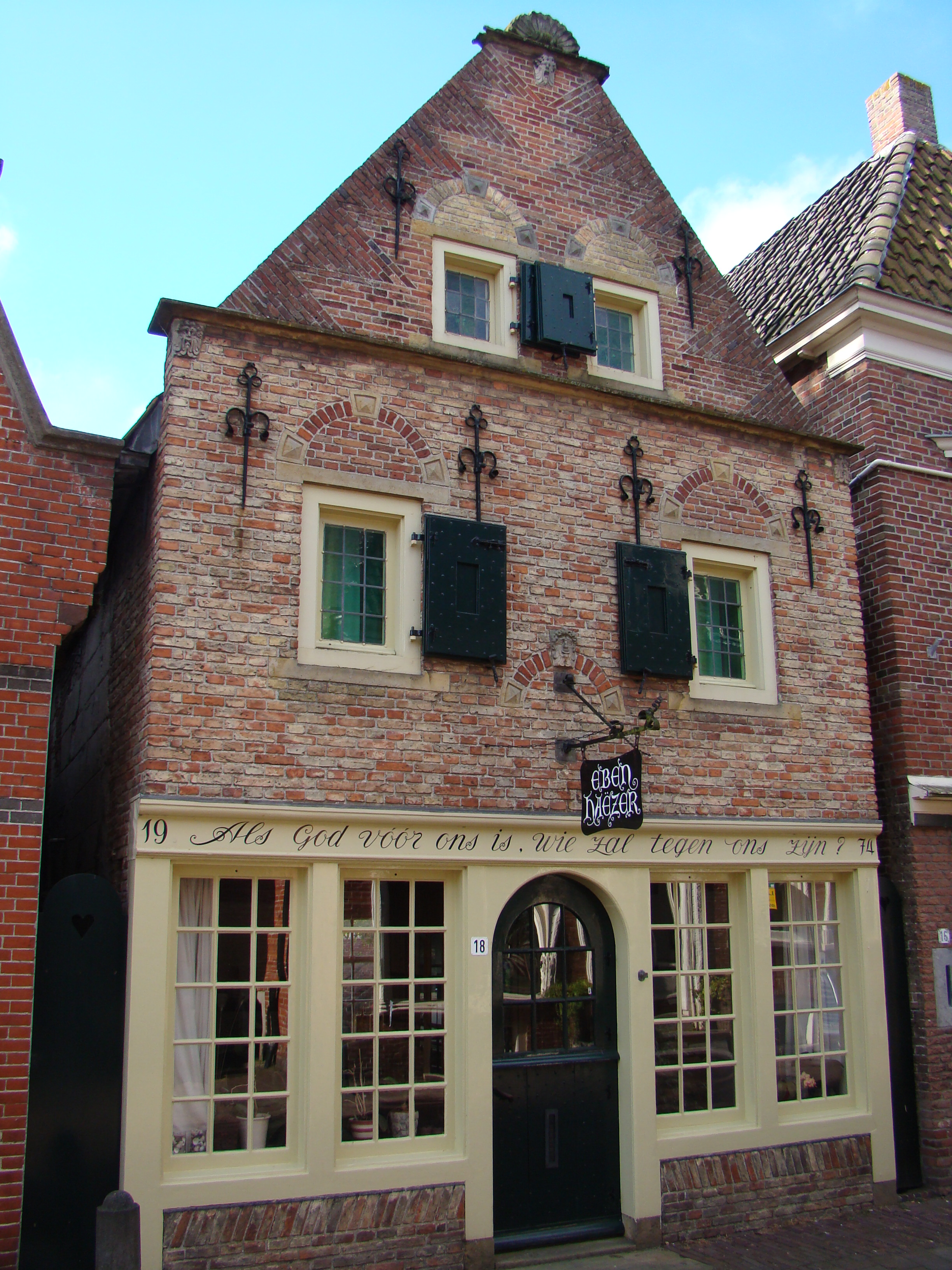
Solwerderstraat 18
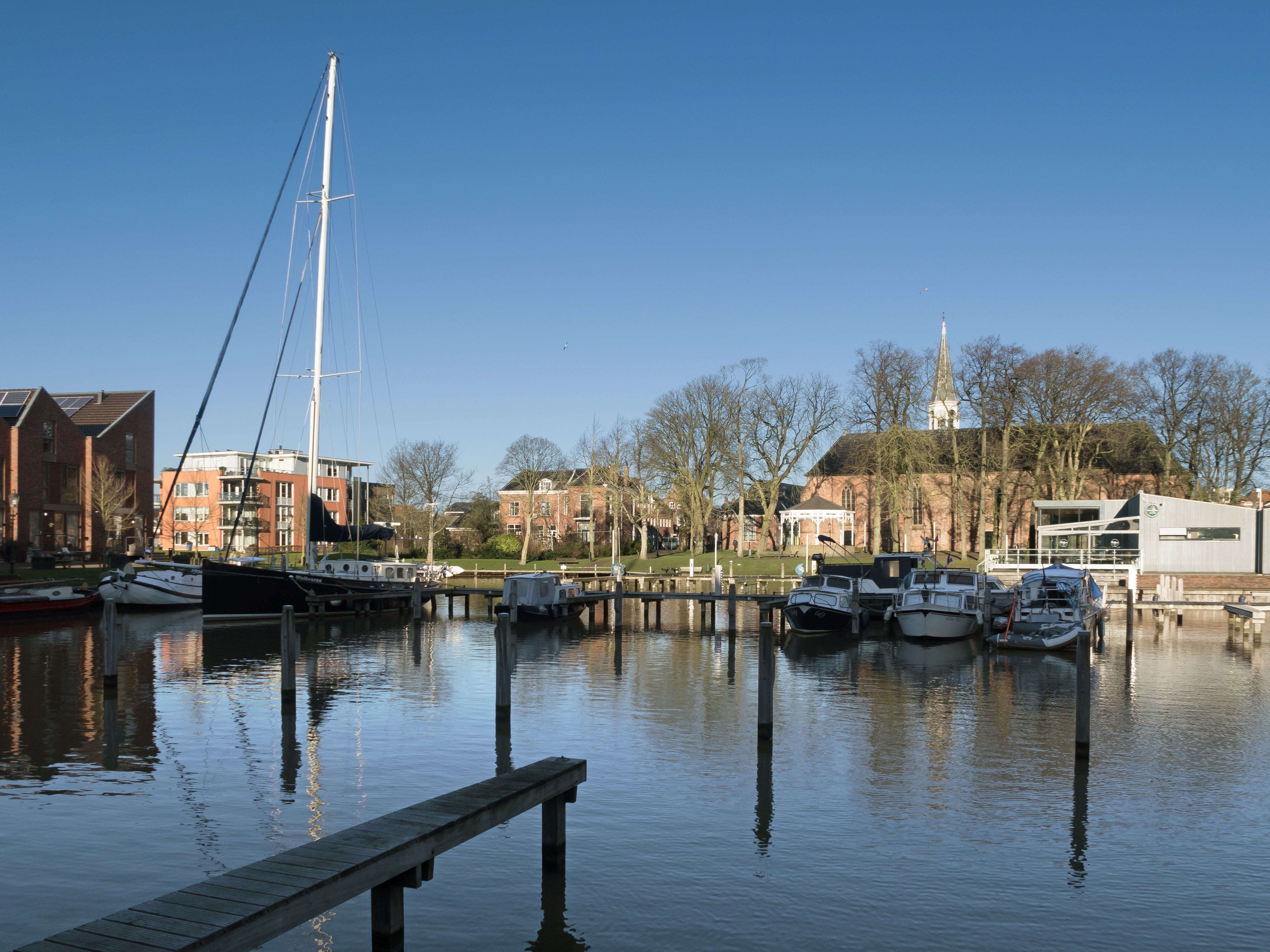
Hafen

## Töchter und Söhne der Gemeinde
- Anne Siberdinus de Blécourt (1873–1940), Jurist und Rechtshistoriker
- Rudolph Cleveringa (1894–1980), Rechtswissenschaftler